# Sacha Jones
Sacha Jones (ur. 8 listopada 1990 w Auckland) – australijska tenisistka, do 2012 roku reprezentująca Nową Zelandię, reprezentantka Nowej Zelandii w Fed Cup.

## Kariera tenisowa
Karierę w zawodowych meczach rozpoczęła w wieku piętnastu lat, we wrześniu 2005 roku, na turnieju ITF w australijskim Mackay. Wygrała tam kwalifikacje i w turnieju głównym doszła do drugiej rundy. Tydzień później powtórzyła swoje osiągnięcie, tym razem na turnieju w Rockhampton. Rok później, w październiku 2006 roku otrzymała dziką kartę do turnieju w Traralgon, w którym dotarła do ćwierćfinału, pokonując po drodze Ellen Barry i Sandy Gumulyę. W ćwierćfinale trafiła na rodaczkę Marinę Erakovic, tenisistkę rozstawioną w tym turnieju z nr 4 i przegrała 1:6, 0:6. W 2007 roku osiągnęła dwa półfinały, w Vigo i Taizou, przegrywając odpowiednio z Mariną Erakovic i Han Xinyun.
W styczniu 2008 roku, z dzika kartą, wzięła udział w kwalifikacjach do turnieju wielkoszlemowego Australian Open, ale dopadła w pierwszej rundzie po przegranym meczu z Yuan Meng. Po tym nieudanym debiucie w turniejach WTA kontynuowała grę w turniejach ITF i w listopadzie osiągnęła swój pierwszy finał w Manili.
Rok 2009 przyniósł jej największe jak dotąd sukcesy w karierze, w postaci pięciu wygranych turniejów w grze pojedynczej i jednego w grze podwójnej rangi ITF. W czerwcu, w amerykańskim Brownsville wygrała zarówno turniej singlowy, pokonując w finale Ester Goldfeld jak i deblowy, w którym w parze z Ashley Weinhold pokonała parę Ester Goldfeld/Macall Harkins. 22 września rozpoczęła start do swoistego rekordu, wygranych 24 meczów z rzędu. Najpierw wygrała trzy turnieje w Australii, potem jeden w USA i w następnym dotarła do finału. Pokonała w nich, między innymi, trzykrotnie Alicię Molik, tenisistkę która wcześniej była nr 8 na świecie. Serię zwycięstw przerwała jej dopiero Varvara Lepchenko, z którą przegrała na turnieju w Phoenix. Po tym wielkim wyczynie tenisistka awansowała na 167 miejsce w światowym rankingu WTA.
W lutym 2010 roku wystąpiła po raz pierwszy w turnieju głównym WTA, w Pattaya, do którego dostała się z kwalifikacji. Przegrała jednak w pierwszej rundzie, po trzysetowym pojedynku, z Albertą Brianti. W 2011 roku po raz drugi zagrała w turnieju głównym, tym razem z dziką kartą, na turnieju w Auckland, ale przegrała w pierwszej rundzie ze Swietłaną Kuzniecową.
Reprezentowała również swój kraj w rozgrywkach Fed Cup.
W 2014 zakończyła karierę sportową.

## Wygrane turnieje rangi ITF
| turnieje z pulą nagród 100 000 $ |
| turnieje z pulą nagród 75 000 $  |
| turnieje z pulą nagród 50 000 $  |
| turnieje z pulą nagród 25 000 $  |
| turnieje z pulą nagród 15 000 $  |
| turnieje z pulą nagród 10 000 $  |

### Gra pojedyncza
|     | Data       | Turniej       | Kat. | ($)    | Naw.   | Finalistka       | Wynik         |
| 1.  | 21/06/2009 | Brownsville   | ITF  | 10 000 | twarda | Ester Goldfeld   | 6:3, 2:6, 6:0 |
| 2.  | 27/09/2009 | Darwin        | ITF  | 25 000 | ziemna | Bojana Bobusic   | 6:4, 6:1      |
| 3.  | 11/10/2009 | Mount Gambier | ITF  | 25 000 | twarda | Alicia Molik     | 4:6, 6:4, 6:3 |
| 4.  | 18/10/2009 | Port Pirie    | ITF  | 25 000 | twarda | Alicia Molik     | 3:6, 6:1, 7:5 |
| 5.  | 08/11/2009 | Rock Hill     | ITF  | 25 000 | twarda | Ani Mijačika     | 6:0, 6:4      |
| 6.  | 26/09/2010 | Alice Springs | ITF  | 25 000 | twarda | Ana Clara Duarte | 5:7, 6:3, 6:3 |
| 7.  | 14/11/2010 | Esperance     | ITF  | 25 000 | twarda | Çağla Büyükakçay | 6:2, 6:3      |
| 8.  | 24/06/2012 | Kristinehamm  | ITF  | 25 000 | ziemna | Magda Linette    | 6:4, 6:4      |
| 9.  | 02/09/2012 | Cairns        | ITF  | 25 000 | twarda | Zhang Ling       | 6:0, 6:2      |
| 10. | 23/09/2012 | Port Pirie    | ITF  | 25 000 | twarda | Olivia Rogowska  | 6:2, 7:5      |